# Ӄ (слово ћирилице)
Ӄ ӄ (Ӄ ӄ; искошено: Ӄ ӄ) је слово ћириличног писма. Зове се К-кука или кукасто К. Настаје од ћириличног слова К (К к) додатком куке.
Кукасто К се широко користи у језицима Сибира и руског Далеког истока: чукчунском, корјачком, алијуторском, ителменском, јукагирском, јупикском, алеутском, нившком, кетском, тофаларском и селкупском, где представља безвучни увуларни плозив /q/.  Понекад се користи у ханти језику као замена за ћирилично слово К са силазницом (Қ қ), које такође означава /q/. Такође је коришћен у старим абхазским и осетским азбукама.

## Рачунарски кодови
| Знак                      | Ӄ                           | Ӄ                           | ӄ                         | ӄ                         |
| ------------------------- | --------------------------- | --------------------------- | ------------------------- | ------------------------- |
| Назив у Уникоду           | CYRILLIC CAPITAL LETTER KJA | CYRILLIC CAPITAL LETTER KJA | CYRILLIC SMALL LETTER KJA | CYRILLIC SMALL LETTER KJA |
| Врста кодирања            | децимална                   | хексадецимална              | децимална                 | хексадецимална            |
| Уникод                    | 1219                        | U+04C3                      | 1220                      | U+04C4                    |
| UTF-8                     | 211 131                     | D3 83                       | 211 132                   | D3 84                     |
| Нумеричка референца знака | &#1219;                     | &#x4C3;                     | &#1220;                   | &#x4C4;                   |

## Слична слова
• Ԟ ԟ - Ћирилично слово Алеутско К;
• Қ қ - Ћирилично слово К са силазницом;
• К к - Ћирилично слово К